# Anas Ouahim
Anas Ouahim (en arabe : أنس وهىم), né le 23 septembre 1997 à Leverkusen en Allemagne, est un footballeur germano-marocain qui évolue au poste de milieu de terrain au SV Sandhausen.

## Biographie

### En club
Anas Ouahim naît à Leverkusen en Allemagne de parents marocains.
Le 26 novembre 2017, il dispute son premier match de Bundesliga face à Hertha BSC, en entrant en jeu à la 72e minute.

### En sélection
Anas Ouahim est régulièrement appelé dans les sélections jeunes du Maroc.
Le 18 août 2019, il est présélectionné par Patrice Beaumelle avec le Maroc olympique pour une double confrontation contre l'équipe du Mali olympique comptant pour les qualifications à la Coupe d'Afrique des moins de 23 ans. Le 6 septembre 2019, il prend part à son premier match avec le Maroc olympique (match nul, 1-1).

## Palmarès

### En club
- VfL Osnabrück
  - Championnat d'Allemagne D3 (1) :
    - Champion : 2018-19